# NHo Taurus (H-36)
Le NHo Taurus (H-36) est un navire hydro-océanographique  de la Marine brésilienne. Il porte le nom de la constellation du Taureau.

## Historique
Construit comme navire sismique sur les chantiers Richards Ironworks à Lowestoft, en Angleterre, le navire a été mis à l'eau le 7 mai 1985, sous le nom de HMS Ribble (M 2012). C'était un navire d'entrainement de la Royal Naval Reserve reconverti de la Classe River de dragueur de mines. 
Le gouvernement brésilien et le ministère de la Défense britannique ont signé un accord d'achat de sept navires de patrouille issus de la classe River de dragueur de mines dont le Ribble, le 18 novembre 1994.
Il a été incorporé sous le nom de NB Jorge Leite (H-36) à la Marine brésilienne le 31 janvier 1995 à la base navale de Portsmouth, en Angleterre, lors d’une cérémonie conjointe avec le NB Amorim do Valle (H-35) et le NB Garnier Sampaio (H-37), présidé par M. Rubens Antonio Barbosa, Ambassadeur du Brésil au Royaume-Uni. Les trois navires baliseurs (NB) forment la Classe Amorim do Valle.
Les trois navires ont été reclassés comme navire hydro-océanographique et sont désormais en mesure de réaliser des études hydrographiques, océanographiques, météorologiques ainsi que des activités de signalisation nautique dans toute la région du bassin amazonien. Il porte désormais le nom de NHo Taurus (H-36). Affecté à la Direction de l'hydrographie et de la navigation de la marine brésilienne, il a pour mission de réaliser des relevés bathymétriques, des balayages au sonar et la collecte de données hydro-océanographiques.
Son système d’acquisition de données bathymétriques et de positionnement comprend des équipements à la pointe de la technologie plaçant la Marine brésilienne parmi les plus performantes par les technologies disponibles dans le domaine de l'hydrographie.[réf. nécessaire]

### Note et référence
1. ↑  HMS Ribble M 2012 - Site Naval.com.br

- (pt) Cet article est partiellement ou en totalité issu de l’article de Wikipédia en portugais intitulé « NHo Taurus (H-36) » (voir la liste des auteurs).